# 高感度地震観測網
高感度地震観測網（こうかんどじしんかんそくもう、英語: High Sensitivity Seismograph Network Japan、略称:Hi-net（ハイネット））は、日本各地、地域ごとの地震の特徴を詳しく把握するために約20km間隔で設置された、無人で微弱な揺れの感知が可能な24時間稼働の高感度地震計による地震観測網である。防災科学技術研究所 (防災科研) によって1995年から整備され1996年に観測が開始された。Hi-netは2011年時点では日本全国に約800箇所の観測点が配置されており、世界的にも比類がない規模である。
観測データは常時、中央局（データセンター）に送られ、気象庁による緊急地震速報や地震発生後の震源決定、地震調査委員会による地震活動の現状把握、高精度即時震源パラメータ解析システム（AQUAシステム）など様々に利用されている。また、観測データや解析されたデータはインターネットで公開されており、無料で利用することができる。

## 基本目標
『地震による災害の軽減に資する地震調査研究の推進』
- 目的

1. 地震現象の解明及びそれに基づく地震の発生予測
2. 地震動の解明とそれに基づく地震動の予測等

- 施策：総合的な調査観測計画の中核として、以下の基盤的調査観測を推進する

1. 地震観測
1）陸域における高感度地震計による地震観測（微小地震観測）
2）陸域における広帯域地震計による地震観測
2. 地震動（強震）観測
3. 地殻変動観測（GPS連続観測）
4. 陸域及び沿岸域における活断層調査

## Hi-netの配置と整備
次の方針に基づき整備が行われている最中である。（原文のまま引用）
1. 日本全国に約20kmメッシュを基本として観測点を配置する(全国で約1,000点)。
2. 気象庁や国立大学等による既存の地震観測点（必ずしも高感度でない点も含む）の近傍は避け、観測体制の空白地域から優先的に配置する（新設約500点）。
3. 上記の配置を終えたのち、既存点の観測能力等を見直し、必要な更新等を行う。また、必要な離島への観測点配置を行う。

当該システムは、1978年から1983年に50箇所の観測施設を整備した東海地震の前兆現象の観測を目的とする観測網(関東・東海地殻活動観測網)をモデルとして構築が行われた。

### 観測施設

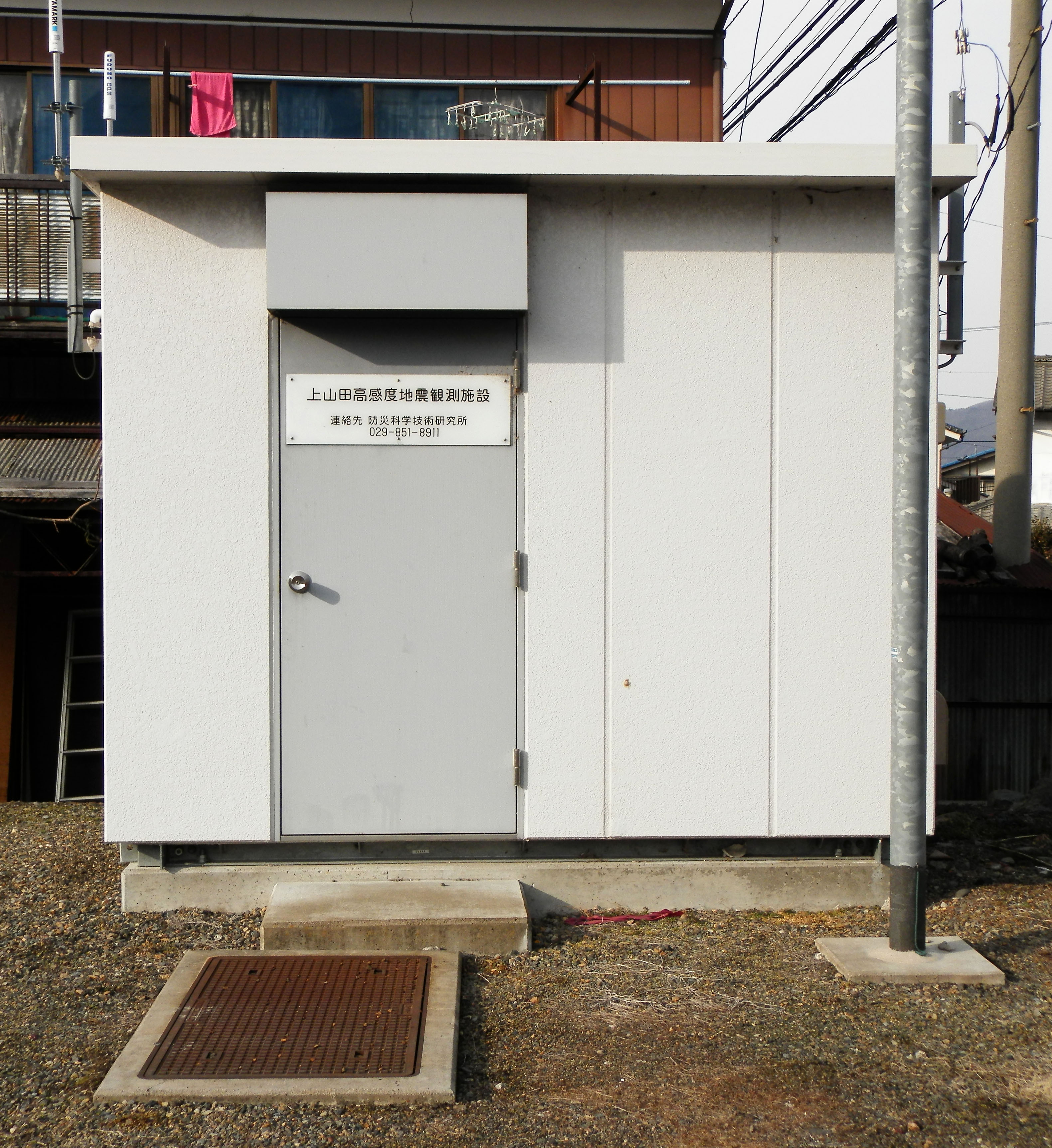
上山田高感度地震観測施設（N.KMDH）

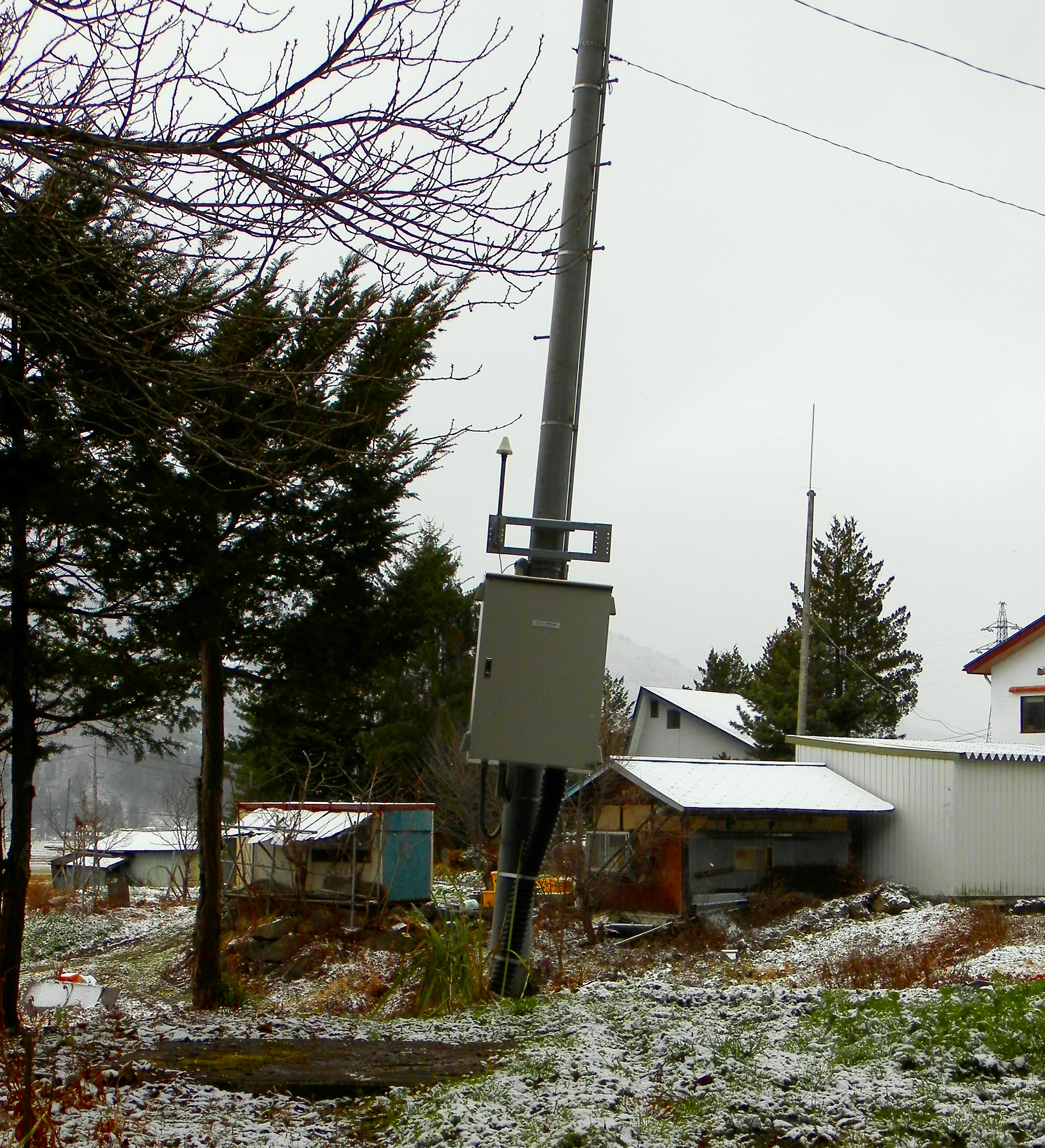
白馬神城高感度地震観測施設(N.HKKH)

地震計（高感度地震計のみ或いは強震計を併設）のほか、観測データの伝送設備、傾斜計、GPS変位計が併せて設置される。高感度の観測を継続させるため、観測点の設置地点の選定には「地質・地形条件」「社会・環境条件」いくつかの制約があり、原則として軟弱な地盤や断層破砕帯付近は避け、巨大振動源、高圧送電線、高速道路、幹線道路、鉄道、急流と一定の距離をおくことが要求され、なるべく人里を離れた岩盤で堅牢な場所が選定される。しかし、現実的には「建設コスト」「地質・地形条件」「社会・環境条件」を複合し考慮した立地検討を行った結果として、電源と観測データの伝送回線(IP網)が確保でき地中掘削建設用重機が進入可能で長期に渡り安定した観測を継続するための地点となる。従って、私有地よりは学校、公有地(地方自治体を含む)、地域自治会保有地などが多く選定されている。また、候補地周辺に適切な立地条件の土地が見つからない場合は、施設は建設されない。
関東平野から東海地方にかけての地域には、当該観測網（高感度地震観測網）が整備される以前から「関東・東海地殻活動観測網」が稼働し観測が行われていたが、2002年度以降、順次統合作業が行われ、2003年7月1日までに高感度地震観測網に統合された。
糸魚川‐静岡構造線断層帯域には、2005年度より「糸魚川‐静岡構造線断層帯における重点的調査研究」受託事業などにより、気象庁の観測施設が移管されたほか、観測点が集中的に配置されている。
- 高感度地震計：固有周期1秒の3成分（上下、東西、南北）の地震計を地表と地中（深さは観測点ごとに異なる）の両方あるいはどちらか一方を設置。雑微動（生活ノイズ）と呼ばれる人の経済活動が要因のノイズのほか、研究のための人工地震、波浪、風雨、隕石[3]などによる自然的要因の影響を受ける。
- 強震計：高感度地震計だけでは、近くで発生した大きな地震でデータが飽和してしまうため、強い震動でも計測データが飽和しにくい地震計をあわせて設置。
- 地中用地震計：全長約3mで水密耐圧性の容器に収納され、より微細な震動の観測を可能とするために堆積層下の基盤に達するよう掘削された直径10数cm 深さは通常100mから200m程度の観測井底に設置される。観測条件の悪い場所では、1000m級の観測井が必要な場合もあり、最深はさいたま市岩槻区の3510m。なお、地中用地震計の使用最高温度は、85℃である。
- 観測点で停電が発生した場合は、観測点に装備されているバッテリーにより最長50分間のデータ伝送が行われる。また、最長22時間のデータ収録を行うことができる[4]。

### 整備の背景
阪神・淡路大震災を引き起こした兵庫県南部地震の予測及び発生メカニズムを解明するために十分な基礎データの蓄積がなかったことを教訓とし、1995年6月16日地震に関する調査研究を推進するための法律『地震防災対策特別措置法』が制定され、「地震に関する基盤的調査観測計画」の一環として整備が始まった。Hi-netが整備される以前は、東海地震の前兆現象の観測を目的とした観測網（関東・東海地殻活動観測網）などが、気象庁、大学、防災科学技術研究所などにより各々の目的にあわせ独自に整備され運用されていた。そのため、観測網がカバーする地域は特定の地域に偏重し地震動の観測能力や配置はまちまちであった。したがって、能力を揃え一定の密度で均質な観測をする性能が必要とされた。

### 成果
- 微小地震の観測能力が向上：Hi-netが整備される1994年以前に気象庁が検知した地震は年間3万回程度であったが、2001年では、12万回程度の地震を観測している。
- 深部低周波地震やスロースリップの発見：堆積歪み計などを併用した観測と高精度なデータの解析により、周期約20秒程度の周期の長い震動も捉えられるようになった。
- AQUAシステム（Accurate and QUick Analysis System for Source Parameters）：リアルタイムに伝送されるHi-net連続データを用いより短時間で震源位置と規模を推定するシステム。応用したシステムに緊急地震速報がある。
- 強震モニタ：Hi-netに併設された強震観測網の地震計で観測したデータを、可視化し日本の地図に重ね合わせることで観測した今現在の揺れを、ほぼリアルタイムで配信しているWebサービス。「地表・地中」×「リアルタイム震度・最大加速度・最大速度・最大変位・速度応答（0.125、0.25、0.5、1.0、2.0、4.0Hz）」の画像データが1秒ごとに更新されている。

## 類似の観測網

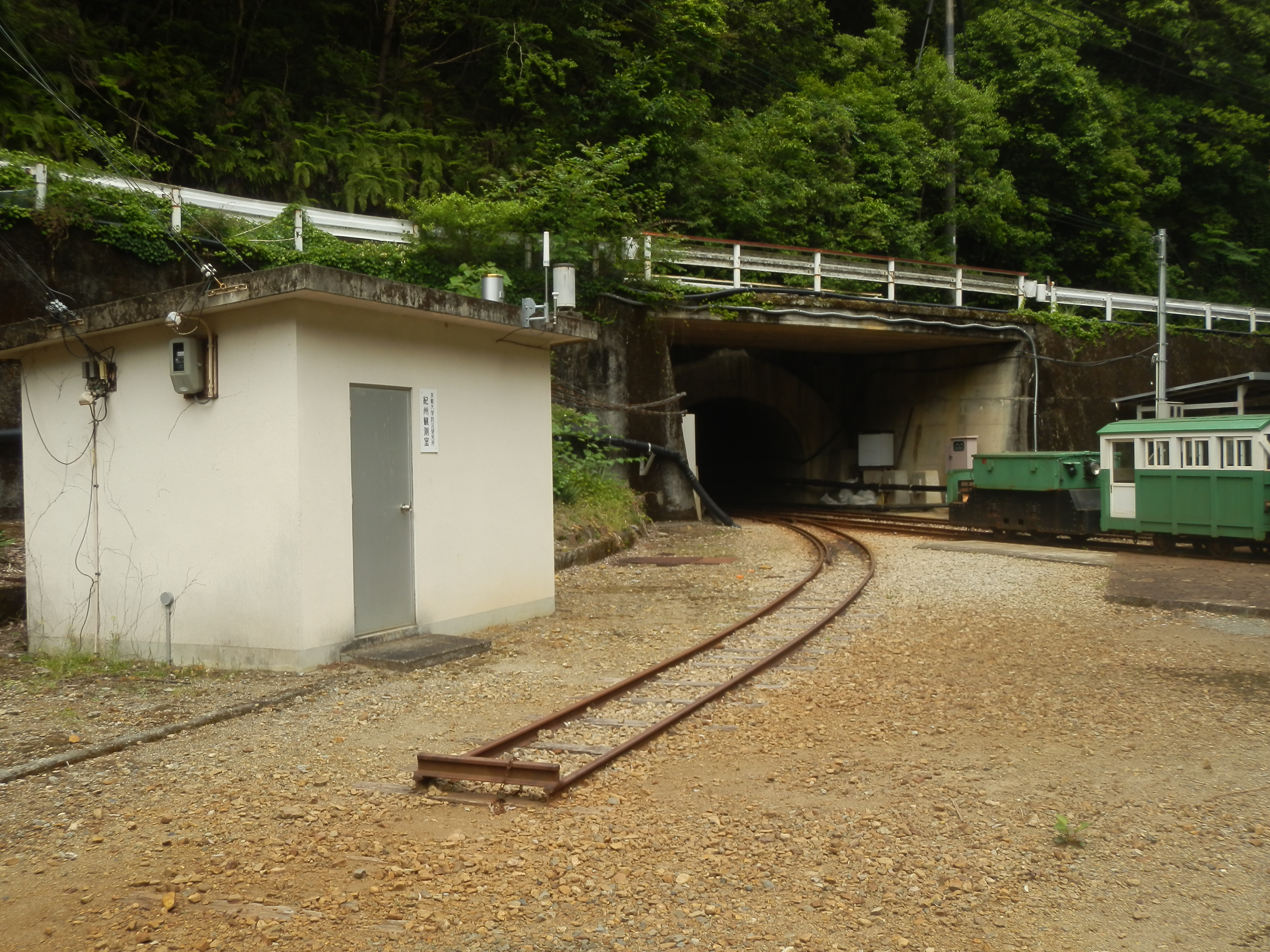
F-netの熊野観測点

- F-net：フリージア計画：（Freesia = Fundamental Research on Earthquakes and Earth's Interior Anomaly）に基づいて日本全国に整備された広帯域地震観測網。F-net（Full Range Seismograph Network of Japan）。1996年6月から運用を開始。
- K-NET：全国約1000ヶ所の地表に約20kmの間隔で建設されている強震観測施設に設置された、強い震動でも計測データが飽和しにくい「広ダイナミック・レンジの加速度型ディジタル強震計」による観測網。1996年6月から運用を開始。
- KiK-net：（Kiban-Kyoshin Net：基盤強震観測網）は、全国に広がる総合的な地震防災対策を推進するために、地震調査研究推進本部が推進している「地震に関する基盤的調査観測計画」の一環として、Hi-netと共に整備された全国に800箇所の観測点を持つ地震観測網。
- 気象庁：全国に約200箇所。
- GEONET：国土地理院によるGNSSを利用したリアルタイム変動観測網。全国に1300箇所の電子基準点。

## 沿革
- 1995年（平成7年）
  - 1月17日 兵庫県南部地震
  - 6月16日 地震防災対策特別措置法公布、7月18日施行。
- 2000年 全観測点における連続波形モニタリングデータの可視化を開始。
- 2005年 「糸魚川‐静岡構造線断層帯における重点的調査研究」受託事業と気象庁から移管された観測点をあわせ13箇所の観測点が追加。

## その他

### 東北地方太平洋沖地震の影響
東北地方太平洋沖地震の際は、宮城県、福島県、茨城県の観測点を中心に本震の直後からの停電やデータ伝送経路のトラブルによりつくば市のサーバーに観測データが送信できない状態が続いた。また、別施設の予備サーバーがなかったことと唯一のサーバーを設置していたつくば市で長時間の停電が続いたため、即時のデータ提供が行えなかった。
このトラブルを踏まえ耐障害性向上のため、2012年3月に兵庫県三木市に予備サーバーを設置すると共に、観測点停電時の稼働時間を72時間に延長する改修が順次行われた。
下記の観測施設において欠測が生じた。
- 宮城県仙台 (N.SNDH) 津波により観測施設被災し廃止
- 宮城県志津川 (N.SZGH) 津波により観測施設被災（水没）し廃止
- 岩手県陸前高田 (N.RZTH) NTT 中継局被災 2011/4/14 局舎復旧
- 岩手県山田 (N.YMDH) NTT 中継局被災 2011/5/07 局舎復旧
- 岩手県田老 (N.TROHI) NTT 中継局被災 2011/5/11 局舎復旧
- 宮城県唐桑 (N.KKWH) NTT 中継局被災 2011/6/07 局舎復旧
- 福島県浪江 (N.NMEH) 福島第一原発警戒区域内のため状況確認できず 長期休止中